# Astragalus pennatulus
Astragalus pennatulus är en ärtväxtart som beskrevs av Hub.-mor. Astragalus pennatulus ingår i släktet vedlar, och familjen ärtväxter. Inga underarter finns listade i Catalogue of Life.